# Черевки (Киевская область)
Черевки́ (укр. Черевки) — село, входит в Згуровскую поселковую общину Броварского района Киевской области Украины. До 2020 года входило в состав Згуровского района.
Население по переписи 2001 года составляло 506 человек. Почтовый индекс — 07624. Телефонный код — 4570. Занимает площадь 2,928 км². Код КОАТУУ — 3221987501.

## Местный совет
07624, Київська обл., Згурівський р-н, с. Черевки, вул. Леніна, 21